# Habenaria reticulata
Habenaria reticulata är en orkidéart som beskrevs av Oakes Ames. Habenaria reticulata ingår i släktet Habenaria och familjen orkidéer. Inga underarter finns listade i Catalogue of Life.